# Архів Рінґельблюма
Рінгельблюм Архів - збірник документів з другої світової війни варшавського гетто, зібраний і збережений групою, відомої під кодовою назвою Онек шабат на чолі з єврейським істориком доктором Емануелем Рінґельблюмом. Група, до якої входили історики, письменники, рабини та соціальні працівники, була присвячена веденню хроніки життя в гетто під час німецької окупації. Вони працювали в команді, збираючи документи та вимагаючи свідчень та звітів від десятків добровольців різного віку. Представлені матеріали включали нариси, щоденники, малюнки, настінні плакати та інші матеріали, що описують життя в гетто. Збірні роботи розпочались у вересні 1939 року і закінчились у січні 1943 року.
Сьогодні виявлена частина колекції, що містить близько 6000 документів (близько 35000 сторінок), зберігається у Варшаві в Єврейському історичному інституті.

## Етимологія
Ім'я Онег Шабат означає на івриті радість від суботи і, як правило, стосується святкових зборів, які проводяться після богослужінь у суботу, часто з їжею, співом, навчанням, обговоренням та спілкуванням. Цю назву було обрано, оскільки група, як правило, збиралася в суботу, щоб обговорити хід своїх зборів та документації.

## Історія

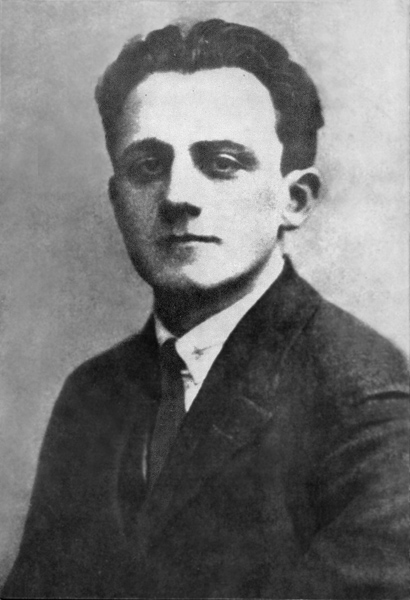
Емануель Рінгельблюм, який ініціював проект, і для якого колекція також називається «Архів Рінґелблюма»

Члени Ойнег Шаббос спочатку збирали матеріал з наміром написати після війни книгу про жахи, свідками яких вони були. Варшавське гетто було запечатано 16 листопада 1940 року. Коли темпи депортацій зростали, і стало зрозуміло, що пунктом призначення був табір смерті Треблінка, і мало хто з євреїв вижив, Рінґелблюм зберігав архіви у трьох молочних банках та десяти металевих коробках, які потім були поховані у трьох місцях у гетто. Дві каністри, що містять тисячі документів, були виявлені 18 вересня 1946 р., А ще 10 скриньок — 1 грудня 1950 р. За чутками, третій сховок похований під теперішнім посольством Китаю у Варшаві, але в 2005 році при обшуку не вдалося знайти зниклий архівний матеріал.

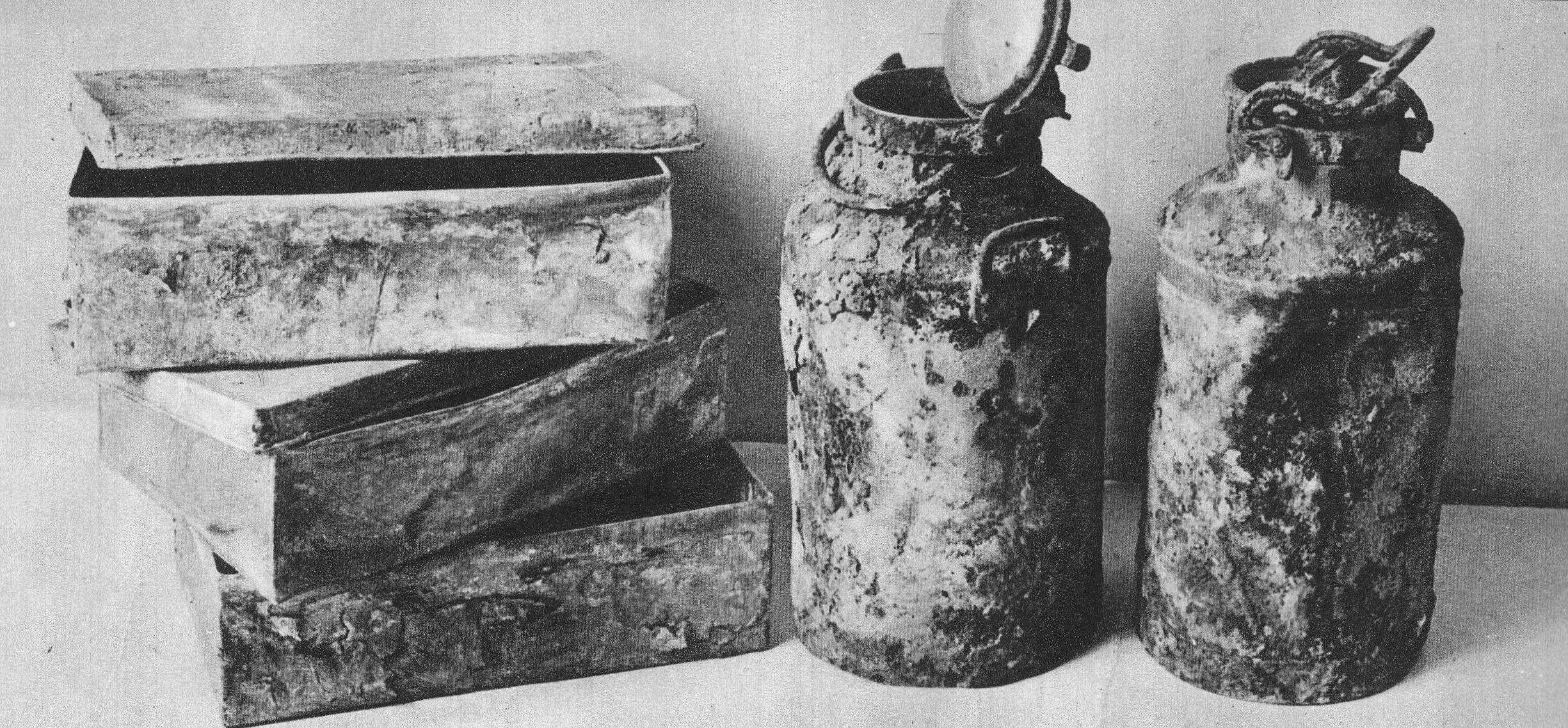
Три скриньки та дві молочні банки використовувались для зберігання архіву

19 січня 1942 року втікач із табору знищення Хелмно Яків Грожановський дістався до варшавського гетто, де передав детальну інформацію про табір групі Онега Шабат. Його звіт, який став відомий як Звіт Грожановського, був незаконно вивезений з гетто каналами польського підпілля, дістався до Лондона і був опублікований до червня.

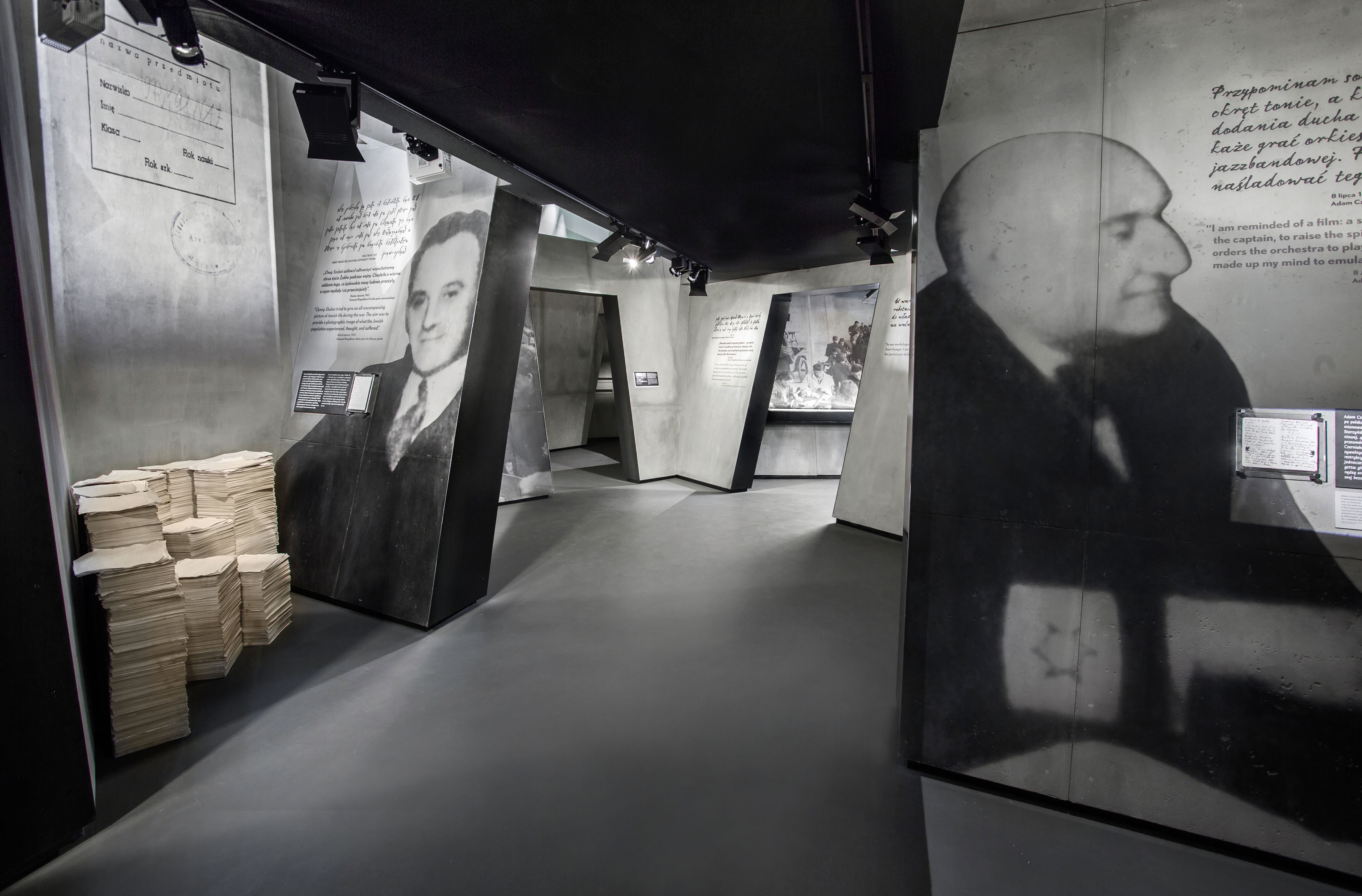
Частина постійної виставки в Музеї історії польських євреїв, присвячена Ойнегу Шаббосу.

В результаті геноцидів було вбито всіх, крім трьох членів Ойнег-Шаббо. Емануель Рінгельблюм утік із гетто, але продовжував повертатися до роботи над архівами. У 1944 році Рінґельблюм та його сім'я були виявлені і страчені разом з тими, хто їх сховав. Після війни Рохль Ауербах, один із трьох вцілілих членів Ойнега Шабеса, ініціював пошук і розкопки похованих хронік.

## Спадщина
У 1960 р. студенти рабина Калонімуса Кальмана Шапіри, « Piaseczno Rebe», опублікували « Айш-кодеш», який ребе доставляв у варшавське гетто і який був виявлений в архіві Рінгельблюма.
У 1999 році архіви Емануеля Рінгельлума занесені до реєстру пам'яті світу ЮНЕСКО.
Каталог архіву Рінґелблюма був виданий у формі книги у 2009 році Меморіальним музеєм Голокосту США та Єврейським історичним інститутом, Варшава; і весь архів також доступний для дослідників у цифровому форматі обох установ. Єврейський історичний інститут опублікував серію книг із 10 томів, що узагальнюють частини архіву наступним чином: (1) Листи, що стосуються Голокосту (2) Діти — приховане викладання у варшавському гетто (3) Записи з Кресів (4) Життя і діяльність Гели Секштайн (5) Варшавське гетто (6) Генеральний губернатор (7) Спадщина (8) Території, приєднані до Рейху (9) Території, приєднані до Рейху (10) Доля євреїв з Лодзі (1939—1942).
У 2007 році історик Семюель Кассов опублікував « Хто напише нашу історію»? Емануель Рінгельблюм, Варшавське гетто та Архів Ойнега Шаббеса перелічують усі знайдені архіви Ойнега Шабеса.